# Polytremariidae
De Polytremariidae zijn een familie van uitgestorven weekdieren uit de klasse van de Gastropoda (slakken).

## Geslacht
- Polytremaria d'Orbigny, 1850 †